# Zenith Glacier
Zenith Glacier är en glaciär i Antarktis. Den ligger i Östantarktis. Nya Zeeland gör anspråk på området. Zenith Glacier ligger 1 556 meter över havet.
Terrängen runt Zenith Glacier är kuperad åt nordväst, men åt sydost är den platt. Terrängen runt Zenith Glacier sluttar söderut. Trakten är obefolkad. Det finns inga samhällen i närheten.